# Arctosa otaviensis
Arctosa otaviensis là một loài nhện trong họ Lycosidae.
Loài này thuộc chi Arctosa. Arctosa otaviensis được Carl Friedrich Roewer miêu tả năm 1960.